# سمك طائر محيطي ذو الجناحين
سمك طائر محيطي ذو الجناحين (الاسم العلمي: Exocoetus obtusirostris) ، والمعروف أيضا باسم سمك طائر ذو الانف المستدير ،  هو نوع من أنواع الأسماك شعاعيات الزعانف، ويعتبر موطنه الأصلي مياه المناطق الاستوائية وشبه الاستوائية في غرب المحيط الأطلسي. هذه الاسماك لديها القدرة على الانزلاق فوق سطح الماء؛ حيث تقوم بذلك عادة للهروب من المخلوقات التي من الممكن ان تفترسها.

## الوصف
يمكن أن يصل طول هذه الأنواع من الاسماك إلى مقياس طول يبلغ قدره حوالي ما يقارب 25 سنتيمتر (10 بوصة). هذا النوع من الاسماك مشابه لنوع السمك الطائر الأزرق (الاسم العلمي: Exocoetus volitans) الذي يشاركه العيش في معظم نطاق تواجده، ولكنها يختلفا عن بعضهما البعض في بعض الخصائص؛ تمتلك اسماك الطائر المحيطي ذو الجناحين رأس مستدير للغاية، وتنحدر جبهتها بدرجة حادة أمام العينين؛ تمتد زعانفها الصدرية لمسافة يقدر انها تصل حتى نقطة انبثاق الزعنفة الذيلية؛ ونقطة انبثاق الزعنفة الشرجية تتواجد أمام نقطة انبثاق الزعنفة الظهرية بقليل من المسافة، زعنفتها الظهرية تكون عديمة اللون. كل من هذين النوعين؛ من الاسماك الطائرة ذات الجناحين، يكون لديهما زعانف حوضية التي يكون حجمها صغير للغاية، في حين أن الأنواع الأخرى من الاسماك الطائرة؛ والتي تمتلك أربعة أجنحة، تمتد زعانفها الحوضية لمسافة يقدر انها تصل حتى نقطة انبثاق الزعنفة الشرجية على الاقل. هذه الاسماك (الاسم العلمي: E. obtusirostris) مثلها مثل كل أنواع الأسماك الطائرة؛ تكون ملونة بنمط التظليل المضاد، لونها هو ازرق غامق في الجزء العلوي/الظهري من جسدها، وملونة بالأبيض في الجزء السفلي أو عند منطقة البطن من جسدها.

## موائله وتزيعه
كان يُعتبر هذا النوع من السمك الطائر (الاسم العلمي: E. obtusirostris) نوعًا متواجد حول العالم ، ولكن تم لاحقًا تقسيم التصنيف الخاص بمجموعاته المتماثلة من ناحية النوع والمتواجدة في المحيطات المختلفة، إلى ثلاثة أنواع منفصلة. كما هو معروف الآن؛ تعيش هذه الاسماك في الأجزاء الاستوائية وشبه الاستوائية للمحيط الأطلسي. يشمل نطاق تواجدها في غرب المحيط الأطلسي المناطق الاتية: البحر الكاريبي وخليج المكسيك، بينما يمتد نطاق تواجدها في شرق المحيط الأطلسي من ناميبيا إلى ماديرا، جزر الأزور ومن الممكن ان تتواجد أيضا في أقصى غرب البحر المتوسط. تتواجد هذه الاسماك في المياه السطحية، سواء بالقرب من الساحل أو في مياه المحيطات المفتوحة، حيث تعيش في الاعماق التي من الممكن ان تصل إلى عمق يبلغ قدره حوالي 20 متر (66 قدم).

## علم البيئة
يتكون النظام الغذائي للاسماك الطائرة المحيطية ذو الجناحين (الاسم العلمي: E. obtusirostris) من اللافقاريات والعوالق الصغيرة، معظمها من نوع مجدافيات الأرجل والديدان السهمية. يتم افتراس هذا النوع من الاسماك واستهلاكه كغذاء من قبل العديد من أنواع الأسماك المفترسة والمتنوعة، ومن قبل أنواع الحبار أيضا؛ والدلافين والطيور البحرية. تصل هذه الأسماك لمرحلة النضوج عندما يبلغ طولها حوالي ما يقارب 15 سنتيمتر (6 بوصة). تنتج الأنثى مجموعات بيوض عديدة على مدار حوالي خمسة أيام، حيث تنتج في المعدل ما يقارب حوالي 10,000بيضة. تموت جميع الأسماك من هذا النوع بعد فترة وجيزة من فترة التكاثر.

## الحالة
لا يعتبر السمك الطائر المحيطي ذو الجناحين (الاسم العلمي: Exocoetus obtusirostris) كنوع مهم من الأسماك في مجال الصيد، وبالتالي لا يتم اصطياده بدرجة مهمة تذكر، ولا يعرف عن تواجد تهديدات معينة أو محددة التي تهدد وجوده. هذه الاسماك تكون شائعة الوجود في خليج المكسيك، ولكن بالنسبة لوضع حفظها الحالي في مناطق شرق المحيط الأطلسي ومناطق البحر الأبيض المتوسط؛ فلا يعرف الكثير عنه. أدرج الاتحاد الدولي لحفظ الطبيعة هذا النوع من الاسماك في مكانة انه يعتبر «أقل اهتمام»؛ أي ان هذا النوع من الاسماك غير مهدد بالانقراض.

## روابط خارجية
- المؤلفان راينر فرويز ودانيال باولي (2006). "Exocoetus obtusirostris" في قاعدة الأسماك. نسخة أبريل 2006.